# 国鉄タキ15800形貨車
国鉄タキ15800形貨車（こくてつタキ15800がたかしゃ）は、1969年（昭和44年）から製作された、エチレングリコール専用の 35t 積 貨車（タンク車）である。
私有貨車として製作され、日本国有鉄道（国鉄）に車籍編入された。1987年（昭和62年）4月の国鉄分割民営化後は日本貨物鉄道（JR貨物）に車籍を承継された。
本形式と同一の専用種別であるタキ6600形、タキ16600形についても本項目で解説する。

## タキ15800形
タキ15800形は、1969年（昭和44年）7月28日から1971年（昭和46年）12月16日にかけて19両（コタキ15800 - コタキ15818）が日立製作所、日本車輌製造、三菱重工業にて製作された。
1983年（昭和58年）5月16日から同年10月13日にかけてに、富士重工業にてタキ45000形より5両が改造（タンク体を新製し、取替え）の上本形式に編入された。以上合計11ロット24両（コタキ15800 - コタキ15823）が運用された。
記号番号表記は特殊標記符号「コ」（全長 12m 以下）を前置し「コタキ」と標記する。
本形式の他にエチレングリコールを専用種別とする形式にはタキ6600形、タキ11600形（落成時はプロピレングリコール専用であったが、その後形式名は変わることなくエチレングリコールに専用種別変更された）、タキ16600形の3形式が存在した。
1979年（昭和54年）10月より化成品分類番号「93」（有害性物質、可燃性のもの）が標記された。
落成当時の所有者は、日本石油輸送、三井物産、日本触媒化学工業の3社であった。日本触媒化学工業が日本触媒へと社名変更があったものの、全車が生涯所有車が変わることはなかった。
キセ（外板）なしドームなしのタンク車であり、荷役方式は液入管からの上入れ、吐出管からの下出し式である。
塗色は、黒色又は銀色であり、全長は10,300mm、全幅は2,588mm、全高は3,825mm、台車中心間距離は7,600mm、実容積は32.1m3、自重は15.1t、換算両数は積車5.0、空車1.6、最高運転速度は75km/h、台車は12t車軸を使用したTR41Cである。
2008年（平成20年）度に最後まで在籍した2両（コタキ15819 ,コタキ15820）が廃車になり同時に形式消滅となった。

### 年度別製造数
各年度による製造会社と両数、所有者は次のとおりである。（所有者は落成時の社名）
- 昭和44年度 - 5両
  - 日立製作所 1両 日本石油輸送（コタキ15800）
  - 日立製作所 1両 日本石油輸送（コタキ15801）
  - 日本車輌製造 3両 三井物産（コタキ15802 - コタキ15804）
- 昭和45年度 - 6両
  - 三菱重工業 1両 日本石油輸送（コタキ15805）
  - 日本車輌製造 3両 三井物産（コタキ15806 - コタキ15808）
  - 三菱重工業 2両 日本石油輸送（コタキ15809 - コタキ15810）
- 昭和46年度 - 8両
  - 日本車輌製造 3両 三井物産（コタキ15811 - コタキ15813）
  - 三菱重工業 3両 日本触媒化学工業（コタキ15814 - コタキ15816）
  - 三菱重工業 2両 日本石油輸送（コタキ15817 - コタキ15818）
- 昭和58年度 - 5両
  - 富士重工業（改造所） 2両 日本石油輸送（コタキ15819 - コタキ15820 : コタキ45536 ,コタキ45537よりの改造年度）
  - 富士重工業（改造所） 3両 日本石油輸送（コタキ15821 - コタキ15823 : コタキ45165 ,コタキ45167 ,コタキ45442よりの改造年度）

## タキ6600形
タキ6600形は、1958年（昭和33年）2月8日から1970年（昭和45年）10月6日にかけて39両（コタキ6600 - コタキ6638）が三菱重工業、富士重工業、日本車輌製造、富士車輌にて製作された30t 積エチレングリコール専用車である。
記号番号表記は特殊標記符号「コ」（全長 12m 以下）を前置し「コタキ」と標記する。
落成当時の所有者は、東洋レーヨン、日本触媒化学工業、三菱油化、三井物産、日曹油化工業の5社であった。1961年（昭和36年）3月24日に東洋レーヨン所有車のうち4両（コタキ6600 - コタキ6603）が三井物産へ名義変更された。その後1991年（平成3年）7月には三井物産所有車のうち3両（コタキ6617 - コタキ6619）が日本石油輸送へ名義変更された。また1996年（平成8年）1月には三菱油化所有車が関西化成品輸送へ名義変更された。
1979年（昭和54年）10月より化成品分類番号「93」（有害性物質、可燃性のもの）が標記された。
タンク体はドーム付き、ドームなし（コタキ6632 - コタキ6636）の2種類が存在した。荷役方式は液入管からの上入れ、吐出管からの下出し式である。
1987年（昭和62年）4月の国鉄分割民営化時には37両がJR貨物に継承されたが、徐々に廃車となり最後まで在籍した5両（コタキ6624 ,コタキ6631 ,コタキ6632 ,コタキ6635 ,コタキ6636）が2007年（平成19年）10月に廃車となり同時に形式消滅となった。
1両（コタキ6626）は、廃車後解体されず吹田機関区構内に留置していたが、2015年頃に解体された。

### 年度別製造数
各年度による製造会社と両数、所有者は次のとおりである。（所有者は落成時の社名）
- 昭和32年度 - 2両
  - 三菱重工業 2両 東洋レーヨン（コタキ6600 - コタキ6601）
- 昭和33年度 - 3両
  - 三菱重工業 3両 東洋レーヨン（コタキ6602 - コタキ6604）
- 昭和34年度 - 1両
  - 三菱重工業 1両 日本触媒化学工業（コタキ6605）
- 昭和36年度 - 4両
  - 三菱重工業 1両 日本触媒化学工業（コタキ6606）
  - 三菱重工業 1両 三菱油化（コタキ6607）
  - 富士重工業 2両 三井物産（コタキ6608 - コタキ6609）
- 昭和38年度 - 6両
  - 三菱重工業 1両 三菱油化（コタキ6610）
  - 日本車輌製造 2両 三井物産（コタキ6611 - コタキ6612）
  - 富士重工業 2両 日曹油化工業（コタキ6613 - コタキ6614）
  - 富士車輌 1両 日本触媒化学工業（コタキ6615）
- 昭和39年度 - 7両
  - 三菱重工業 1両 日曹油化工業（コタキ6616）
  - 日本車輌製造 3両 三井物産（コタキ6617 - コタキ6619）
  - 富士車輌 1両 日本触媒化学工業（コタキ6620）
  - 富士重工業 1両 日曹油化工業（コタキ6621）
  - 三菱重工業 1両 三菱油化（コタキ6622）
- 昭和40年度 - 1両
  - 日本車輌製造 1両 日曹油化工業（コタキ6623）
- 昭和41年度 - 7両
  - 三菱重工業 1両 日本触媒化学工業（コタキ6624）
  - 富士重工業 1両 日曹油化工業（コタキ6625）
  - 三菱重工業 2両 三菱油化（コタキ6626 - コタキ6627）
  - 富士重工業 3両 日曹油化工業（コタキ6628 - コタキ6630）
- 昭和42年度 - 1両
  - 三菱重工業 1両 日本触媒化学工業（コタキ6631）
- 昭和43年度 - 3両
  - 三菱重工業 1両 日本触媒化学工業（コタキ6632）
  - 富士重工業 2両 三井物産（コタキ6633 - コタキ6634）
- 昭和44年度 - 2両
  - 三菱重工業 2両 日本触媒化学工業（コタキ6635 - コタキ6636）
- 昭和45年度 - 2両
  - 日本車輌製造 2両 日曹油化工業（コタキ6637 - コタキ6638）

## タキ16600形
タキ16600形は、1969年（昭和44年）11月7日から同年11月21日にかけて3両（コタキ16600 - コタキ16602）が三菱重工業にて製作された35t 積エチレングリコール専用車である。
記号番号表記は特殊標記符号「コ」（全長 12m 以下）を前置し「コタキ」と標記する。
落成当時の所有者は、日本触媒化学工業（その後日本触媒へ社名変更）の1社のみであり常備駅は神奈川臨海鉄道浮島線の浮島町駅であったがその後神奈川臨海鉄道千鳥線の千鳥町駅に移動になった。その後同社の増備車はタキ15800形へと移行した。
1979年（昭和54年）10月より化成品分類番号「93」（有害性物質、可燃性のもの）が標記された。
キセ（外板）なしドームなしのタンク体材質はタキ15800形のステンレス鋼に対して普通鋼であり内面に2mm 厚のステンレス鋼がライニングされた。荷役方式は液入管からの上入れ、吐出管からの下出し式である。
塗色は、黒色であり、全長は11,300mm、全幅は2,520mm、全高は3,757mm、台車中心間距離は7,200mm、実容積は31.2m3、自重は17.3t、換算両数は積車5.0、空車1.8、最高運転速度は75km/h、台車は12t車軸を使用したTR41Cである。
1997年（平成9年）7月に全車一斉に廃車となり、同時に形式消滅となった。